# Giuseppe Velasco

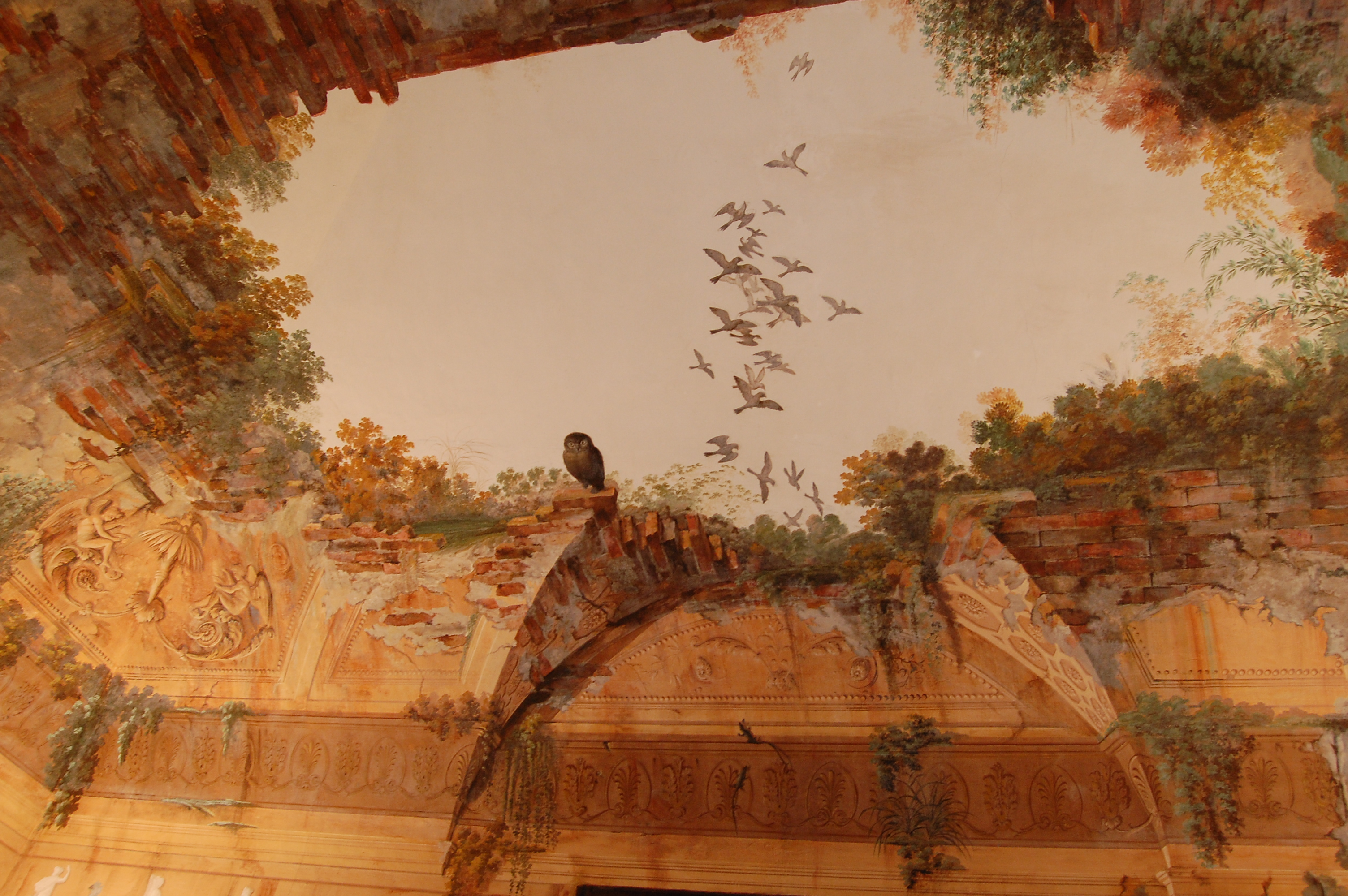
Affresco, Palazzina Cinese, Palermo

Giuseppe Velasco (Palermo, 16 dicembre 1750 – Palermo, 7 febbraio 1827) è stato un pittore italiano.

## Biografia

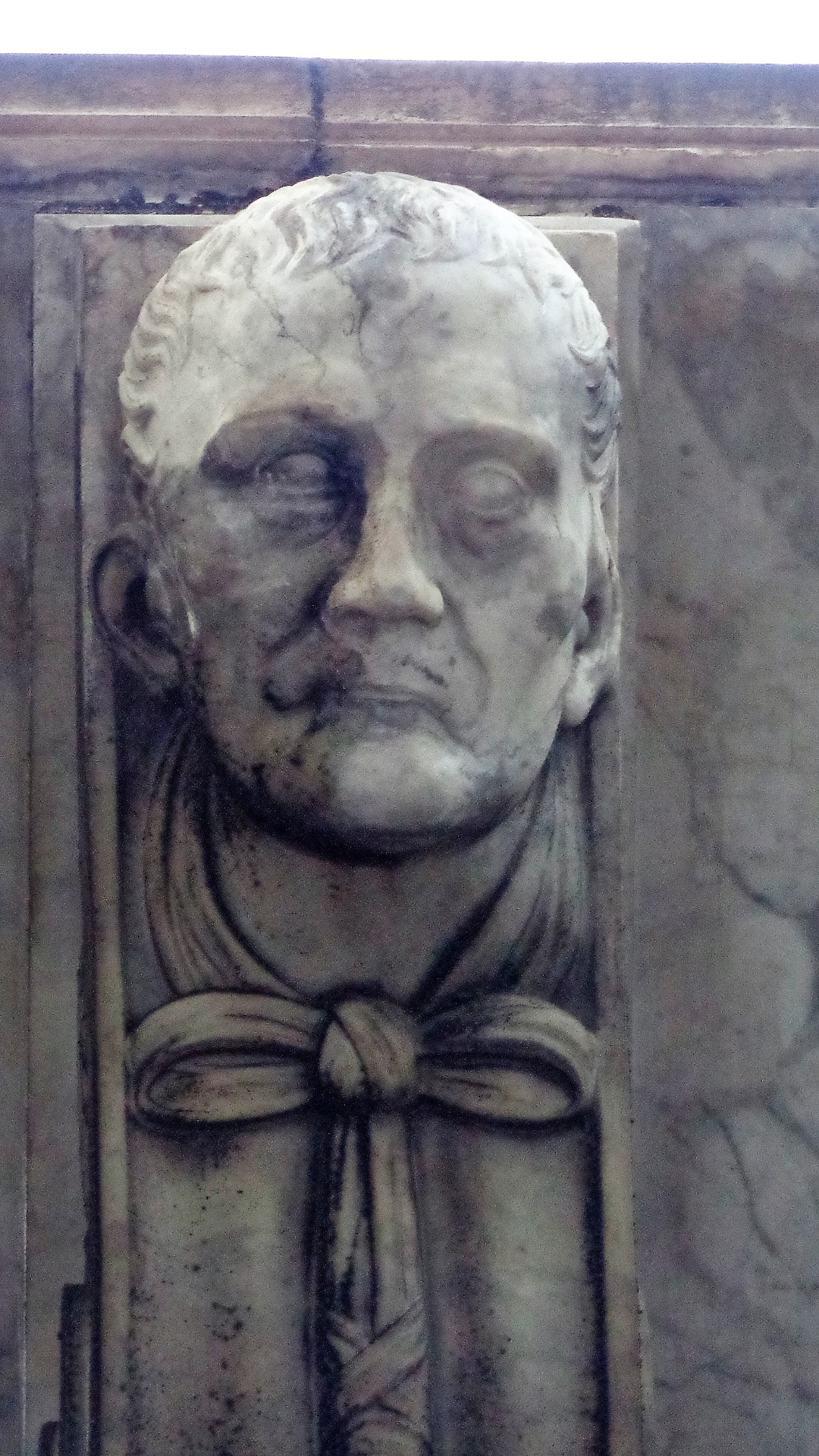
Giuseppe Velasco, scultura presente sul balcone del Seminario dei Chierici sul Cassaro, opera di Valerio Villareale.

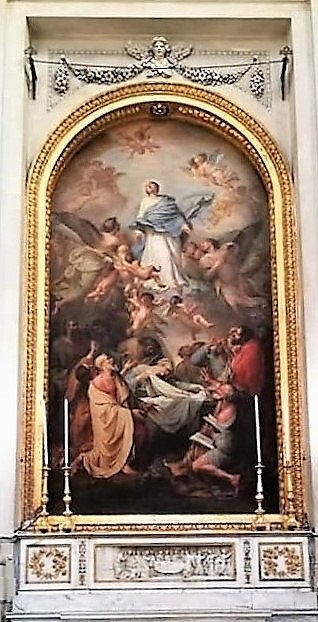
Assunzione della Vergine, basilica cattedrale metropolitana primaziale della Santa Vergine Maria Assunta.

Giuseppe Velasco o Giuseppe Velázquez (correnti le varianti Velásquez o Velasquez o Velásques o Velasques) è in Sicilia e in Italia uno dei più importanti rappresentanti del neoclassicismo del tardo XVIII e inizio XIX secolo. Figlio di genitori spagnoli Fabiano Ugo de Generalife e Anna Rodriguez, all'età di 15 anni decide di cambiare il suo cognome in omaggio al grande pittore spagnolo Diego Velázquez. Sacerdote francescano scopre la passione per la pittura e nel 1770 sposa Marianna Puleo. Nel 1798 incontra Vincenzo Riolo concedendone in sposa la figlia Anna. Per lungo tempo lavora con l'architetto Giuseppe Venanzio Marvuglia insieme al quale esegue diversi lavori: Palazzo Costantino di Palermo e la Palazzina Cinese nel Parco della Favorita di Palermo.
Nel periodo 1785 - 1790 collabora con l'architetto Léon Dufourny per la scuola del Giardino Botanico Reale di Palermo dove manifesta la sua piena maturità artistica. Sotto il regno dei Borboni in Sicilia negli anni 1798 - 1802 e 1806 - 1815 trae i favori della sua origine spagnola. Ottiene i consensi del Vice Cancelliere Caramanico il quale assegna assieme al Marvuglia, varie commissioni della corte borbonica. Nel 1805 è nominato direttore di artistico presso la Regia Università di Palermo.
Allievo dei pittori Gaetano Mercurio e Giuseppe Tresca, insegnante di Valerio Villareale, si dedica in particolare alle rappresentazioni mitiche e religiose eseguite con la tecnica a olio e prodotto numerosi ritratti personaggi per lo più borbonici. Tecniche abituali: il bianco e nero, la pittura a fresco, imitando lo stile di Raffaello dal quale trae fonte di ispirazione. Ha avuto grande interesse per il pittore Pietro Novelli, del quale ha restaurato molte opere e sviluppato le sue abilità di osservatore e copiatore. Le sue opere principali si trovano a Palermo, in Sicilia, territorio che non ha mai abbandonato durante tutto il suo operato. È sepolto nella Cripta dei Cappuccini a Palermo.

## Opere

### Affreschi
- 1767, Ciclo, affreschi eseguiti come discepolo di Giuseppe Tresca nella realizzazione delle volte della navata centrale: La Regina Ester al cospetto di Re Aussero, Giuditta, Assunzione della Madonna al Cielo. Quattro quadri, due del Nuovo Testamento lato cornu evangelii e due del Vecchio Testamento lato cornu epistolae del duomo della Vergine Santissima del Soccorso di Castellammare del Golfo.
- XVIII secolo, Ciclo, affreschi documentati nella Certosa di Palazzo Butera - Branciforti di Bagheria.

#### Palermo
- 1776, Ciclo, affreschi con scene della vita del conquistatore di Costantinopoli, opere realizzate nel Palazzo Costantino.
- 1776, Storie di Mosè e Storie di sant'Antonio da Padova, affreschi raffiguranti gli episodi della Vergine che offre il Bambino a sant'Antonio, Il piede riattaccato, Predica ai pesci, Risurrezione del morto, Sant'Antonio e i mendicanti, opere presenti nelle volte delle cappelle della chiesa di Sant'Antonino di Padova.
- 1792 - 1796, Ciclo, affreschi del Gymnasium dell'Orto botanico.
- 1798, Ciclo di santi, raffigurazioni di San Pietro, San Matteo, San Paolo e Sant'Andrea, affreschi realizzati nella chiesa di San Matteo al Cassaro.
- 1799, Apoteosi di Ercole e delle sue gesta, ciclo di affreschi realizzati nelle volte e sulle pareti del Salone di Ercole del Palazzo Reale.[2]
- 1799c., Giudizio di Paride e L'apoteosi di Enea, affreschi realizzati nella Villa Belmonte all'Acquasanta.
- 1802, Vite di santi francescani, affreschi monocromatici in sostituzione dell'opera di Antonio Grano, opere realizzate nelle volte della chiesa di Santa Maria delle Grazie di Montevergini.
- 1805, Ciclo, affreschi mitologici realizzati nella Palazzina Cinese nel Parco della Favorita.
- XVIII secolo, Psiche condotta nell'Olimpo da Mercurio e tele con Storie di Amore e Psiche, opere presenti nel Palazzo Ganci.
- XVIII secolo, Decorazioni monocromatiche, raffigurazioni di Storie di Santa Chiara, affreschi presenti nella chiesa di Santa Maria degli Agonizzanti.
- XVIII secolo, Decorazioni sovraporta, affreschi realizzati nel Palazzo Trabucco della Torretta.
- XVIII secolo, Decorazioni, pitture e ornamenti presenti nel Salone degli Arazzi di Palazzo Mirto.
- 1780c., Ciclo, affreschi raffiguranti l'Apoteosi di Bacco e il Mito di Cerere che si reca all'Olimpo per richiedere Proserpina nella galleria, pitture documentate presso il Palazzo dei Ventimiglia, marchesi di Geraci.

### Dipinti ad olio

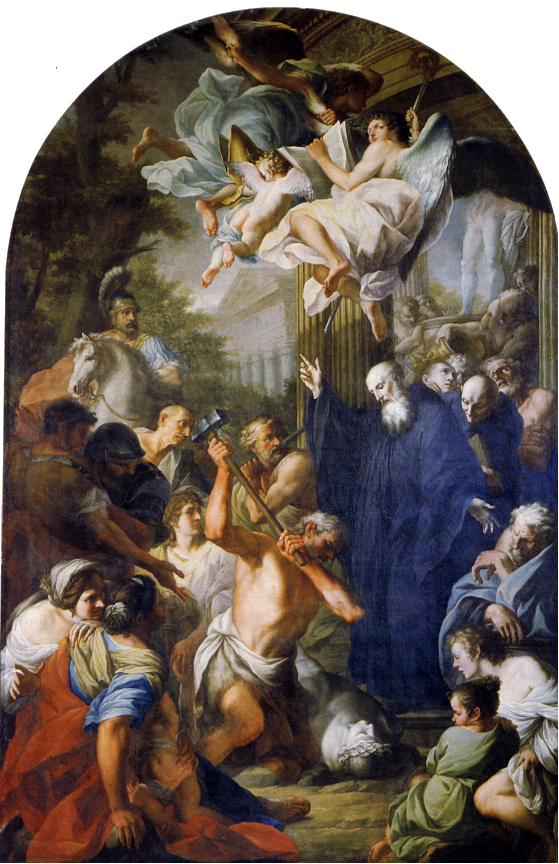
"San Benedetto", Chiesa dell'Immacolata Concezione a Palermo.

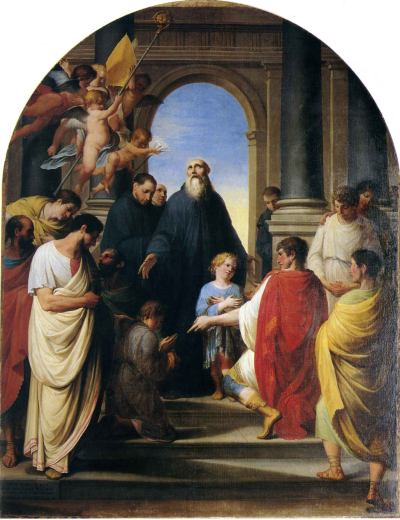
"San Benedetto e la presentazione dei santi Mauro e Placido", Noto.

#### Agrigento e provincia
- XIX secolo, Cristo e l'adultera e Cristo caccia i mercanti dal tempio, olio su tela, opere custodite nel duomo di San Vincenzo Ferreri di Casteltermini.

#### Catania e provincia
- 1796, Bozzetto del Sogno di Guglielmo il Buono, opera custodita nella Pinacoteca Zelantea di Acireale.
- 1809, Annunciazione, Assunzione, Incoronazione della Vergine, ciclo mariano di tele, opere custodite nella basilica minore di Santa Maria Assunta di Randazzo.
- 1812 - 1816, Martirio di sant'Andrea, Martirio dei santi Filippo e Giacomo, Sacra Famiglia, ciclo di tele, opere custodite nella basilica minore di Santa Maria Assunta di Randazzo.

#### Enna e provincia
- 1772 - 1775, Ciclo, San Benedetto che abbatte gli idoli, Estasi di santa Scolastica e Presentazione di Gesù al tempio, San Biagio guarisce un ammalato di gola, Martirio di san Placido e dei suoi compagni, dipinti su tela, opere commissionate per la chiesa di San Biagio di Nicosia.
- XVIII secolo, Resurrezione di Nostro Signore e Adultera, dipinti su tela, opere custodite nella cattedrale di San Nicolò di Nicosia.

#### Messina e provincia
- XVIII secolo, Noli me tangere, olio su tela, opera custodita nella chiesa di San Giuseppe del Collegio di Maria di Mistretta.

#### Palermo e provincia
- XVIII secolo, Consegna delle chiavi a san Pietro, dipinto su tela, opera conservata nel duomo della Natività di Maria di Castelbuono.
- XVIII secolo, Miniature, decorazioni di portantina settecentesca, opera custodita nella sacrestia del duomo della Natività di Maria di Castelbuono.
- XVIII secolo, Deposizione, dipinto su tela, opera conservata nel duomo della Natività di Maria di Castelbuono.
- XVIII secolo, San Giovanni Evangelista a di Patmos, dipinto su tela, opera conservata nella chiesa di Santa Rosalia di Corleone.
- 1799, Sogno di Guglielmo il Buono, dipinto su tela, opera documentata sulla scala del monastero dell'Ordine benedettino di Monreale.

##### Palermo
- 1775, San Benedetto, dipinto su tela, opera custodita nella chiesa dell'Immacolata Concezione al Capo.[3]
- 1780c., Apoteosi di Bacco, Mito di Cerere nell'atto di recarsi all'Olimpo per richiedere Proserpina in Galleria, affreschi documentati nel Palazzo Geraci (oggi rudere) sul Cassaro o Palazzo Ventimiglia dei marchesi di Geraci al Cassaro (Giovanni Luigi Ventimiglia e Spinola, marchese di Geraci).
- 1787, Miracolo di San Vincenzo Ferreri, dipinto su tela, opera commissionata e documentata nella chiesa di San Domenico.[4]
- 1791, Ritratto di Jéròme de Lalande. [https://www.astropa.inaf.it/museodellaspecola/quadreria/ritratto-di-jerome-de-lalande/]
- 1797c., Arcangelo Raffaele, dipinto su tela, opera custodita nella cappella eponima della basilica di San Francesco d'Assisi.[5]
- XVIII secolo, San Benedetto, dipinto su tela raffigurante il fondatore dell'Ordine benedettino nell'atto di ricevere la veste, accompagnato dai discepoli, opera documentata nella chiesa di San Giorgio in Kemonia,[6] al Museo nazionale, oggi esposta nella Sala Beccadelli del Museo diocesano.
- Galleria Regionale della Sicilia «Palazzo Abatellis»:
  - XVIII secolo, La Poesia, dipinto su tela.
  - XVIII secolo, San Paolo, dipinto su tela.
  - XVIII secolo, San Pietro, dipinto su tela.
  - XVIII secolo, Santa Vergine, dipinto su tela.
  - XVIII secolo, Sacra Famiglia, dipinto su tela.
  - XVIII secolo, Giove in atto di baciare Ganimede, dipinto su tela.
- Cattedrale metropolitana primaziale della Santa Vergine Maria Assunta:
  - XVIII secolo, Ritratto di santa Rosalia, dipinto su tela, opera custodita nella Cappella di Santa Rosalia.
  - 1801, Assunzione della Vergine, dipinto su tela.
  - 1803, Santa Cristina incoronata da Cristo, dipinto su tela, opera custodita nella Cappella di Santa Cristina.

#### Siracusa e provincia

##### Noto
- Chiesa del Salvatore:
  - 1808, Presentazione a san Benedetto, dipinto raffigurante San Benedetto da Norcia, San Placido e San Mauro Abate.
  - 1808, Crocifissione, dipinto su tela.
  - 1808c., Adorazione dei Magi, dipinto su tela.
  - 1808c., Discesa dello Spirito Santo, dipinto su tela.

- XIX secolo, Madonna col Bambino ritratta mentre porge il Rosario a San Domenico di Guzmán, ?.

##### Lentini
- XIX secolo, Santissima Trinità e san Marziano, la Gloria di Santa Chiara, la Crocifissione, ciclo di dipinti, olio su tela, opere realizzate e custodite nella chiesa della Santissima Trinità e di San Marziano.

#### Malta
- 1793, San Paolo cura gli infermi, San Paolo cura il padre di Publio, dipinti su tela, opere custodite nel coro della collegiata di San Paolo Naufrago di La Valletta, Malta.[7]
  - Appartengono allo stesso ciclo e commissione del vescovo Vincenzo Labini: Maria Vergine della Provvidenza 1804, Maria Vergine della Carità con san Giuseppe, San Gaetano, Sant'Agata, Gloria di San Filippo raffigurato con le anime del Purgatorio.

### Ritratti
Velasco dipinge i ritratti di Giuseppe Ventimiglia, Monsignor Antonio Ciafaglione, Ferdinando III, Ignazio Marabitti e della famiglia Airoldi Marchesi di Santa Colomba d'origine lombarda.

## Galleria d'immagini

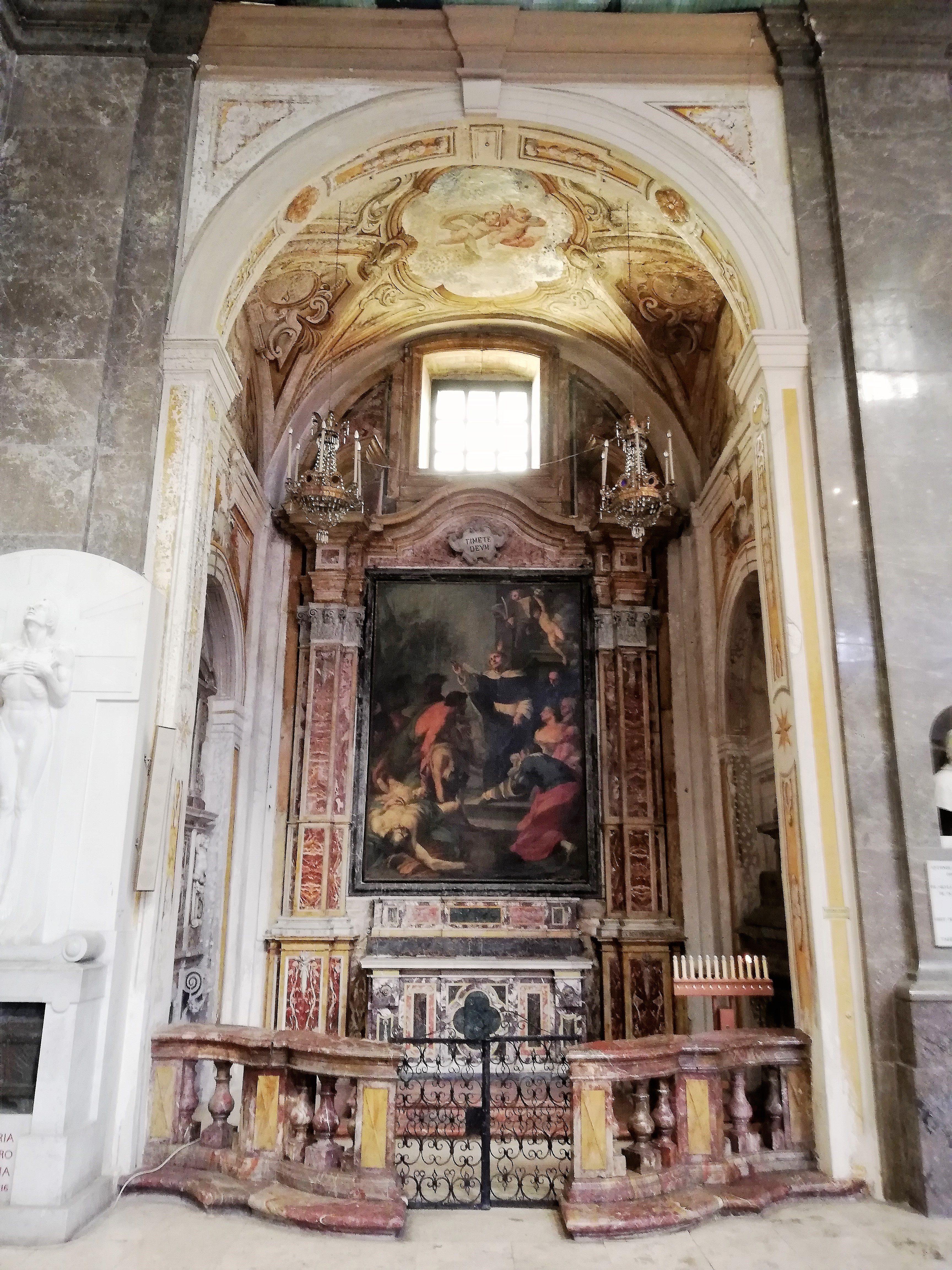
San Vincenzo Ferreri, chiesa di San Domenico di Palermo